# Йордан Стубел
 Тази статия е за българския поет Йордан Иванов Бакалов.  За политика, носещ същото име, вижте Йордан Иванов Бакалов (политик).  
Йордан Иванов Бакалов с псевдоним Йордан Стубел е известен най-вече с произведенията си за деца, в които съчетава безобидния хумор с иронията. Той е автор и на патетичния цикъл „Шуми Марица“, който се превръща в символ на българската скръб след разгрома на Септемврийското въстание от 1923 г.

## Живот и поезия

### Детство и образование
Йордан Иванов Бакалов е роден на 19 февруари 1897 г. в София. Заедно с Елисавета Багряна е един от малкото поети от това време, чието детство минава в столицата. Стубел издава първите си стихове като ученик. След завършването на гимназия младият поет влиза в Софийския университет, специалност „Право“. Но се реализира не в правото, а в литературата.

### След края на войните
След края на войните той започва да сътрудничи на периодичния печат. Пише във в. „Български воин“ и списанията „Сила“, „Листопад“, „Ек“, „Златорог“ и др. В сп. „Златорог“ публикува значителен дял от творбите си – над седемнадесет поетични цикъла. От 1917 г. до 1923 г. пише за възобновения след кратко време в. „Българин“. В публикациите си там той демонстрира своето особено и находчиво чувство за хумор. От 1930 г. Йордан Стубел, Георги Константинов и Никола Фурнаджиев стават редактори на елитния литературен седмичник „Съвременник“.

### През 20-те години на XX век
През 20-те години на ХХ век поезията на Стубел е символистична. За разлика от повечето му стихове от този период цикълът „Шуми Марица“ е реалистичен, той е написан по повод кървавото потушаване на Септемврийското въстание. Пак през 20-те години личи и друга тенденция в творчеството на Стубел – изграждането на творбата върху фолклорно-приказни мотиви. Някои от най-известните негови стихове в този стил са „Приказка“, „Майка“, „Песен“.
През 1925 г. на бял свят се появява неговата първа стихосбирка – „Съдба“. Част от стиховете в нея са посветени на любовта между автора и прочутата поетеса Дора Габе. Наред с интимното звучене на стихосбирката в нея присъстват и фолклорна образност, и тенденция към „опредметяване“, която авторът развива във втората си стихосбирка – „Сиротински песни“. В нея той помества циклите „Сиротински песни“, „Шуми Марица“, „Дим“, „Златната река“ и „Нощен път“. Някои от тях вече е публикувал в „Съдба“. С тази втора стихосбирка Йордан Стубел приключва своята кариера като „поет за възрастни“ и насочва вниманието си изцяло към децата.
Още с първите си опити в сферата на детската литература той приема псевдонима Стубел. В тях третира темата за труда („Готовани“, „Работна мушица“), бедността („Баба и дядо“), образованието („Който учи, ще сполучи“) и други.
Хумористичните стихотворения на Йордан Стубел условно могат да бъдат разделени в две категории. Първата се характеризира с леки хумористични нюанси и смешни образи. Сред образците в тази група са „Опак свят“, „Срещу новата година“ и др. Към втората спадат сатиричните му стихове, такива са поемите „Господин Свинчок“ и „Гост от Бомбай“. В своите стихосбирки „Пътека до небето“ и „Бяла Коледа“ поетът застъпва религиозната тематика, описва тайнството на християнските обичаи.

### В края на 30-те и през 40-те години
В края на 30-те и през 40-те години Стубел издава народно-религиозни песни, народни приказки и стихове за деца. През 1943 г. излиза стихосбирката му за деца „Игличина полянка“. По същото време работи и в литературно – художествения отдел на Радио София.
Заради поетичните си позиции в сп. „Златорог“ е обвинен от марксистите във формализъм. След 9 септември 1944 г. е осъден от Народния съд. В затвора, където пребивава една година, се разболява от туберкулоза. След глоба от 1000 лв. е освободен.
Големите политически промени, които настъпват в България след края на Втората световна война, повлияват и върху облика на детската литература. Значителна част от нея се идеологизира, променят се сюжетите, търсят се нови внушения. Стубел също създава стихове, които се различават от предишните и носят нови идеали. Но успоредно с това творчеството му остава в лоното на универсалните ценности – обич, патриотизъм, образование, трудолюбие.

### Смърт
Големият детски поет умира в София на 30 декември 1952 г.

## Памет
На Йордан Стубел са наречени две улици в София – „Йордан Стубел“ в квартал „Витоша“ (Карта) и „Йордан Бакалов-Стубел“ в квартал „Манастирски ливади“ (Карта).

## За него
- Ивайло Христов, Йордан Стубел. Монографичен очерк. 2001.